# 蘇氏副獅子魚
蘇氏副獅子鱼，为輻鰭魚綱鮋形目杜父魚亞目狮子鱼科的其中一種。分布於東南太平洋區的智利海域及南冰洋雪特蘭群島南部海域，屬深海底棲性魚類，棲息深度在水深406至850公尺，體長可達20.7公分，生活習性不明。